# Staatsbesuch von Emmanuel Macron in Deutschland
Der französische Staatspräsident Emmanuel Macron war vom 26. bis zum 28. Mai 2024 bei einem Staatsbesuch in Deutschland.
Er reiste er gemeinsam mit Bundespräsident Frank-Walter Steinmeier durch Deutschland.
Programmpunkte waren unter anderem das Demokratie-Fest in Berlin anlässlich des 75. Geburtstages des Grundgesetzes, ein Dinner in Schloss Bellevue (dem Amtssitz des Bundespräsidenten), ein Besuch auf Schloss Moritzburg, und eine von Macron gehaltene Rede an die Jugend vor der Frauenkirche in Dresden. und ein Besuch in Münster, wo Macron mit dem Westfälischen Friedenspreis ausgezeichnet wurde.
Es war der erste Staatsbesuch eines französischen Präsidenten seit 24 Jahren (damals besuchte Jacques Chirac Deutschland).
Mit der 'Rede an die Jugend' knüpfte Macron an eine Rede an, die Charles de Gaulle am 9. September 1962 (auf Deutsch) in Ludwigsburg hielt. Diese Rede gilt als ein Meilenstein in den deutsch-französischen Beziehungen und als ein wichtiger Schritt auf dem Weg zum deutsch-französischen Freundschaftsvertrag (Élysée-Vertrag, Januar 1963).
Macron hielt Teile seiner Rede auf Deutsch.
Der Staatsbesuch fand zwei Wochen vor der Europawahl 2024 statt.